# Alexander Borovsky
Alexander Borovsky (ryska: Aleksandr Kirillovitj Borovskij, Александр Кириллович Боровский), född 18 mars (gamla stilen: 6 mars) 1889 i Libau, död 27 april 1968 i Waban, Massachusetts, var en rysk-amerikansk pianist.
Borovsky studerade samtidig juridik och pianospel (bland annat hos Anna Jesipova i Sankt Petersburg) och blev 1915 musikpedagog vid Moskvakonservatoriet. År 1920 lämnade han Ryssland och påbörjade ett konserterande liv, från 1922 med bas i Berlin. Med sin glimrande teknik och temperamentsfulla föredrag var han en av sin tids främsta pianister.